# Муратов, Анатолий Олегович
Анатолий Олегович Муратов (3 июля 1900, с. Кахи, Закатальский округ — 31 мая 1964, Одесса) — советский военачальник, гвардии генерал-майор (11.07.1945).

## Биография
Родился 3 июля 1900 года в селе Кахи, ныне город Гах в Азербайджане. Ингилоец.
С августа 1908 года учился в 1-й мужской гимназии в Тифлисе.

## Военная служба

### Первая мировая война
В июне 1915 года добровольцем уехал на фронт и воевал в составе 17-го драгунского Нижегородского Его Величества полка (в крепости Карс). В феврале 1917 года заболел цингой и был эвакуирован в госпиталь. После выздоровления с мая служил в 3-м пограничном Заамурском конном полку. Отделенным командиром этого полка там же в Одессе выступал против воинских частей Центральной рады. После Октябрьской революции в ноябре 1917 года под городом Бирзула перешел в партизанский отряд Самборского и в его составе помощником командира взвода воевал против петлюровцев.

### Гражданская война
В июне 1918 года с партизанским отрядом перешел в Красную армию. С июня 1919 года и до конца войны служил во 2-м полку бригады Г. И. Котовского 45-й стрелковой дивизии. В составе Южной группы войск 12-й армии командиром отделения воевал с ним против частей Добровольческой армии генералов А. И. Деникина и Ф. Э. Бредова при обороне Одессы и отходе на север, в боях под Уманью и наступлении в Правобережье Днепра.
Весной и летом 1920 года помощник командира взвода воевал с белополяками на Юго-Западном фронте (в районах Белой Церкви, Шепетовки, Дубно, затем на злочевском и львовском направлениях). Осенью воевал против банд Н. И. Махно и частей 3-й армии генерала П. Н. Врангеля, действовавших в Западной Украине.
Весной 1921 года переброшен на Полтавщину против банд Ю. Тютюнника и Н. И. Махно (м. Хабное), затем сражался с бандами Хмары, Ангела и Заболотнего в Подольской губернии.
С мая 1921 года командиром взвода принимал участие в подавлении восстаний А. С. Антонова в Кирсановском уезде Тамбовской губернии, за что был награжден холодным оружием.

### Межвоенные годы
В августе 1922 года направлен на учебу в Елисаветградскую кавалерийскую школу, после окончания с августа 1924 году служил помощником командира и командиром эскадрона в 50-м кавалерийском полку 9-й Крымской кавалерийской дивизии 2-го кавалерийского корпуса УВО в городе Тульчин. В 1927 года прошел подготовку на КУКС физического образования им. И. В. Сталина в Ленинграде и после возвращения в полк в сентябре назначен помощником начальника полковой школы.
С сентября 1928 по сентябрь 1929 года находился на кавалерийских КУКС РККА в городе Новочеркасск, затем командовал отдельным кавалерийским эскадроном в городе Балта. В августе 1930 года из-за болезни переведен со строевой должности на военную кафедру Одесского политехнического института военруком высшей вневойсковой подготовки. В сентябре 1937 года был уволен в запас и работал затем военруком в Одесском водном институте.
В сентябре 1939 года восстановлен в кадрах РККА и назначен помощником начальника разведки 35-го стрелкового корпуса ОдВО в городе Кишинёв. С января 1940 года исполнял должность начальника кафедры физической подготовки Одесского института инженеров водного транспорта.

### Великая Отечественная и Советско-японская война
С началом войны капитан Муратов был назначен начальником 2-го (разведывательного) отделения штаба 34-й отдельной кавалерийской дивизии, формировавшейся в городе Прилуки (командир — полковник А. А. Гречко). После сформирования она убыла на Юго-Западный фронт и в начале августа вступила в бой южнее Киева. В дальнейшем отходил с ней на полтавском направлении. С 13 августа 1941 года временно исполнял должность начальника штаба дивизии. В сентябре неоднократно лично водил разъезды на разведку противника. 17 сентября под селом Мачеха собрал беспорядочно отходящую пехоту соседних стрелковых дивизий, принял на себя командование этой группой, восстановил положение, захватил господствующую высоту и удерживал ее до подхода резервных частей. В этих боях под Полтавой получил осколочные ранения в голову, левую ногу, но остался в строю. Приказом по войскам Юго-Западного фронта от 5.11.1941 за героизм и мужество он был награжден орденом Красного Знамени.
В ноябре 1941 года принял командование 239-м кавалерийским полком 79-й кавалерийской дивизией и в составе кавалерийской группы генерал-майора А. А. Гречко воевал с ней на Южном фронте. Участвовал в оборонительных боях в районе Барвенково, затем в Барвенково-Лозовской наступательной операции. 16 января 1942 года в боях за г. Барвенково был ранен в грудь, но остался в строю. Приказом по войскам Южного фронта от 13.2.1942 Муратов был награжден орденом Красного Знамени.
С 16 апреля по 8 мая 1942 года по ранению находился во втором эшелоне 239-го кавалерийского полка (в районе Барвенково), затем был направлен на учебу в Военную академию им. М. В. Фрунзе. После окончания ее ускоренного курса в начале сентября назначен командиром 18-й отдельной лыжной бригады, формировавшейся в городе Челябинск. В январе 1943 года убыл с ней на Южный фронт. В марте она была расформирована, а подполковнику Муратову Военный совет фронта поручил сформировать 4-ю гвардейскую механизированную бригаду.
В июле 1942 года отозван в Инспекцию кавалерии Южного фронта, а оттуда направлен в распоряжение начальника горнолыжной подготовки Красной армии. В сентябре переведен на должность командира 65-й мотострелковой бригады, формировавшейся в МВО. После сформирования она была включена в 31-й танковый корпус резерва Ставки ВГК. В январе 1944 года бригада вместе с корпусом убыла на 1-й Украинский фронт в 1-ю танковую армию и с ходу вступил в бой под Винницей. Свою задачу она успешно выполнила, за что ее командир Муратов был награжден орденом Отечественной войны 1-й ст. (приказ по войскам 1-го Украинского фронта от 8.4.1944). В марте, после доукомплектования, бригада выполняла задачи по ликвидации бандеровских формирований в районе Кременца.
15 июня 1944 года полковник Муратов был отозван в ГУК НКО (по особому заданию), затем вновь направлен на 1-й Украинский фронт и с 9 июля принял командование 162-й Средне-Азиатской Новгород-Северской Краснознаменной дивизией. В составе 13-й армии участвовал с ней в Львовско-Сандомирской наступательной операции. За бои по разгрому бродской группировки противника приказом по войскам фронта от 29.7.1944 Муратов был награжден орденом Красного Знамени.
В августе — начале сентября 1944 года части дивизии в составе 3-й гвардейской армии вели бои на сандомирском плацдарме у реки Висла, затем были выведен в резерв Ставки ВГК. После пополнения дивизия была направлена на 1-й Белорусский фронт в 65-ю армию, затем с 19 ноября вместе с армией подчинена 2-му Белорусскому фронту. Затем она в составе 47-го стрелкового корпуса вошла в 70-ю армию и в ее составе участвовала Восточно-Прусской, Млавско-Эльбингской, Восточно-Померанской и Берлинской наступательных операциях.
27 апреля 1945 года, за успешное форсирование реки Одер в районе Мешерин (Германия) захват и расширение плацдарма, командиром 47-го стрелкового корпуса генерал-лейтенантом М. И. Дратвиным, полковник Муратов был представлен к званию Героя Советского Союза. Данное представление поддержал командующий 70-й армии генерал-полковник В. И. Попов, но вышестоящее руководство не поддержало данное решение и Муратов был награжден орденом Ленина.
5 июля 1945 года генерал-майор Муратов был направлен в распоряжение Военного совета Приморской группы войск Дальневосточного фронта, где с 29 июля вступил в командование 342-й стрелковой дивизией 35-й армии. С началом Советско-японской войны дивизия под командованием Муратова в составе 87-го стрелкового корпуса находилась в резерве 1-го Дальневосточного фронта. В период проведения Южно-Сахалинской операции она подчинялась 16-й армии 2-го Дальневосточного фронта и со своими задачами успешно справилась.
За время двух войн комдив Муратов был 13 раз персонально упомянут в благодарственных в приказах Верховного Главнокомандующего.

### Послевоенная карьера
После войны Муратов продолжил командовать дивизией.
В августе 1946 года по болезни переведен в с Дальнего Востока в ОдВО командиром 188-й стрелковой Нижнеднепровской Краснознаменной дивизии. В апреле 1948 года переформировал ее в 52-ю отдельную стрелковую бригаду.
С апреля 1951 года Муратов назначен военным комиссаром Николаевской области, а с мая 1952 года — начальником объединенных курсов усовершенствования офицерского состава ОдВО.
В январе 1955 года переведен на должность начальника окружных объединенных КУОС УрВО.
1 февраля 1957 года гвардии генерал-майор Муратов уволен в запас.

## Награды
- два ордена Ленина (30.04.1945[6], 29.05.1945[7])
- шесть орденов Красного Знамени (05.11.1941[8], 13.2.1942[1][9], 24.07.1944[10], 03.11.1944[6], 27.03.1945[11], 15.11.1950[6])
- орден Суворова II степени (10.04.1945)[12]
- два ордена Отечественной войны I степени (08.04.1944[9], 14.10.1945[13])
- орден Красной Звезды (20.10.1944)[1][14]

медали в том числе:
- - «За оборону Киева» (1961)
  - «За оборону Кавказа» (1945)
  - «За победу над Германией в Великой Отечественной войне 1941—1945 гг.» (1945)
  - «За взятие Кёнигсберга» (1945)
  - «За освобождение Варшавы» (1945)

Приказы (благодарности) Верховного Главнокомандующего в которых отмечен А. О. Муратов.
- За овладение штурмом городом Сандомир — важным опорным пунктом обороны немцев на левом берегу Вислы. 18 августа 1944 года № 167.
- За овладение штурмом городом Пшасныш (Прасныш), городом и крепостью Модлин (Новогеоргиевск) — важными узлами коммуникаций и опорными пунктами обороны немцев. 18 января 1945 года. № 226.
- За овладение штурмом городом и крепостью Торунь (Торн) — важным узлом коммуникаций и мощным опорным пунктом обороны немцев на реке Висла. 1 февраля 1945 года. № 268.
- За овладение городами Хойнице (Конитц) и Тухоля (Тухель) — крупными узлами коммуникаций и сильными опорными пунктами обороны немцев в западной части Польши. 15 февраля 1945 года. № 280
- За овладение городами Шлохау, Штегерс, Хаммерштайн, Бальденберг, Бублид — важными узлами коммуникаций и сильными опорными пунктами обороны немцев. 27 февраля 1945 года. № 285
- За овладение городами Руммельсбург и Поллнов — важными узлами коммуникаций и сильными опорными пунктами обороны немцев в Померании. 3 марта 1945 года. № 287
- За овладение городом и крепостью Гданьск (Данциг) — важнейшим портом и первоклассной военно-морской базой немцев на Балтийском море. 30 марта 1945 года. № 319.
- За овладение главным городом Померании и крупным морским портом Штеттин и городами Гартц, Пенкун, Казеков, Шведт. 26 апреля 1945 года. № 344.
- За овладение городами Пренцлау, Ангермюнде — важными опорными пунктами обороны немцев в Западной Померании. 27 апреля 1945 года. № 348.
- За овладение городами Штральзунд, Гриммен, Деммин, Мальхин, Варен, Везенберг — важными узлами дорог и сильными опорными пунктами обороны немцев. 1 мая 1945 года. № 354.
- За овладение городами Росток, Варнемюнде — крупными портами и важными военно-морскими базами немцев на Балтийском море, а также городами Рибнитц, Марлов, Лааге, Тетеров, Миров. 2 мая 1945 года. № 358.
- За овладение городами Барт, Бад-Доберан, Нойбуков, Варин, Виттенберге и за соединение на линии Висмар — Виттенберге с союзными нам английскими войсками. 3 мая 1945 года. № 360.
- За овладение южной половиной острова Сахалин, а также островами Сюмусю и Парамушир из гряды Курильских островов. 23 августа 1945 года. № 372.